# Хассид, Йозеф
Йо́зеф Ха́ссид (пол. Józef Chasyd — Юзеф Хасид, англ. Josef Hassid — Джозеф Хассид; 28 декабря 1923, Сувалки, Польша — 7 ноября 1950, Эпсом, графство Суррей, Великобритания) — польский скрипач еврейского происхождения.

## Биография
В десятилетнем возрасте остался без матери, его отец Овсей Хасид воспитывал его сам. Учился у Мечислава Михаловича и Ирены Дубиской, впервые выступил на публике в возрасте восьми лет. Первый успех Хассида датирован 1935 годом, когда он получил почётный диплом на Конкурсе имени Венявского в Варшаве. Два года спустя по рекомендации Бронислава Губермана Хассид отправился в Бельгию, где совершенствовался под руководством Карла Флеша, а ещё через год, когда Флеш уехал в Великобританию, последовал за ним вместе с отцом. Вскоре Хассид с большим успехом дебютировал в Лондоне, исполнив Концерт Чайковского с Лондонским филармоническим оркестром. В том же году скрипач несколько раз выступил в сопровождении пианиста Джеральда Мура, а также сыграл концерты Бетховена и Брамса, сделал несколько записей. В 1941 звукозаписывающая компания HMV предложила Хассиду контракт на три года, однако из-за обострившейся у музыканта шизофрении этот проект осуществить не удалось. Хассид больше никогда не выступал, а в 1943 был помещён в психиатрическую больницу, где через несколько лет умер после безуспешной операции лоботомии.

## Творчество
Творческая карьера Хассида длилась лишь немногим более двух лет, однако за это время он заслужил репутацию одного из талантливейших молодых скрипачей своего времени. Фриц Крейслер сказал о нём: «Такие, как Хейфец, рождаются раз в сто лет, такие как Хассид — раз в двести лет». Хассид обладал драматической, страстной манерой исполнения и виртуозной техникой.

### Сохранившиеся записи
Все записи с фортепиано; первая — с Айвором Ньютоном, остальные — с Джеральдом Муром
- Элгар — «Капризная» (9 ноября 1939)
- Элгар — «Капризная» (12 июня 1940)
- Чайковский — Мелодия, соч. 42 № 3 (12 июня 1940)
- Сарасате — Испанский танец № 6 (12 июня 1940)
- Сарасате — Испанский танец № 5 (28 июня 1940)
- Крейслер — Венский каприс, ор. 2 (29 ноября 1940)
- Ахрон — Еврейская мелодия (29 ноября 1940)
- Дворжак (переложение Крейслера) — Юмореска, ор. 101 № 7 (29 ноября 1940)
- Массне — «Размышление» из оперы «Таис» (29 ноября 1940)